# Hasan Hasanov
Hasan Hasanov Aziz oglu  (Azerí:  Həsən Həsənov Əziz oğlu , nacido en 1940) es un político y diplomático azerbayiano. Ejerció como el último dirigente comunista de Azerbaiyán, como su primer ministro durante el mandato soviético y la posterior independencia de Azerbaiyán después del derrumbe de la Unión Soviética, pero finalmente renunció.

## Primeros años
Nació el 20 de octubre de 1940 en Tiflis, Georgia. Habiendo completado su educación secundaria en Tiflis,  se trasladó a Bakú, Azerbaiyán para estudiar en la Universidad Técnica de Azerbaiyán en 1958. En 1963, se graduó de la universidad y en 1981 de la Escuela Suprema de Bakú. Mientras era un estudiante,  presidió el grupo, el comité de la facultad del instituto de Komsomol. En 1962, Hasanov fue enviado a 14.º cumbre anual de todos los soviéticos de Komsomol que es celebrado en Moscú como el representante de los estudiantes azeríes. Entre 1960 y 1963,  ejerció como presidente del consejo estudiantil de Bakú; en 1962 a través de 1966,  trabajó como tutor en Baku Komsomol Comité y presidió el comité Yasamal Komsomol. Entre 1966 y 1967, durante su estudios de doctorado, Hasanov dirigió la investigación científica en Materiales de Construcción de Investigación científica e Instituto de Establecimientos. En 1967, fue nombrado al cargo de tutor en el Comité Central del Partido Comunista de Azerbaiyán.

## Carrera política
Después de trabajar en el comité de organización de la oficina central de Komsomol en Moscú por dos años, Hasanov regresó a Bakú en 1971 y trabajó como tutor y director adjunto en el departamento del Partido Comunista de Azerbaiyán. Más tarde,  trabajó como el primer secretario de Sabail entre 1975 y 1978, como primer secretario del comité del partido en Sumgayit entre 1978 y 1979 y como primer secretario del comité del partido en Ganja entre 1979 y 1981. De 1981 hasta 1990, Hasanov asumió como secretario del comité central del partido comunista de Azerbaiyán y presidió el comité de políticas económicas en la misma institución de 1989 hasta 1990.
Hasanov fue primer ministro de Azerbaiyán durante el periodo más difícil del país, entre 1990 y 1992. Después de que Azerbaiyán declarara su independencia,  estuvo a cargo de formar un nuevo gobierno en Azerbaiyán. Entendiendo las dificultades, Hasanov trató de negociar con el Frente popular de Azerbaiyán que les invitó a formar una coalición dentro del gobierno nuevamente establecido. Entre 1992 y 1998, sirvió en el servicio diplomático del Azerbaiyán independiente y fue el primer Azerbaijani para recibir estatus de embajador de Azerbaiyán Extraordinario y Plenipotenciario. Entre 1992 y 1993, Hasanov estableció y trabajó en la Misión Permanente de la República de Azerbaiyán en la ONU en Nueva York. De 1993 hasta 1998,  sirvió como el ministro de Asuntos Exteriores de Azerbaiyán.
Ha sido miembro de varios parlamentos por 23 años: de 1977 a 1991 como diputado del Sóviet Supremo de la RSS de Azerbaiyán; de 1979 a 1984 como diputado de Sóviet Supremo de la Unión Soviética; y de 1995 a 2000 como miembro de Asamblea Nacional de Azerbaiyán (Milli Majlis). Fue también miembro del Comité de Relaciones Internacionales de Milli Majlis y miembro del comité que escribió la nueva Constitución de Azerbaiyán. De 2004 hasta 2010, Hasanov ejerció como el embajador Extraordinario y Plenipotenciario de la República de Azerbaiyán a Hungría. El 30 de marzo de 2010, fue nombrado el embajador de Azerbaiyán a Polonia.

## Premios
Hasan Hasanov ha sido premiado con varias órdenes de la URSS. Está casado, y tiene dos hijos y nietos.
Hasanov habla fluidamente inglés, ruso, turco y georgianon